# The Ollie & Moon Show
The Ollie & Moon Show (também conhecido como Ollie & Moon) é uma série animada de televisão infantil estadunidense-francesa, desenvolvida por Diane Kredensor e David Michel e baseada na série de livros Ollie & Moon. O desenho animado estreou no canal infantil Sprout, nos Estados Unidos, em 27 de maio de 2017.

## Enredo
O desenho é sobre dois gatinhos de 6 anos chamados Ollie e Moon, e seu amigo de viagem, o caracol Stanley (Esteves na versão portuguesa), que viajam ao redor do mundo e aprendem culturas diferentes. Um mundo em que todos os habitantes são animais antropomórficos. Ollie e Moon são melhores amigos, que moram perto e viajam desacompanhados dos pais, que nunca aparecem no desenho.

## Personagens
- Ollie é um gato amarelo cauteloso que gosta de planejar. Pra toda viagem, carrega uma enorme mochila nas costas e seu livro de viagens.
- Moon é uma gata cor-de-creme aventureira que gosta de improvisar.
- Stanley (BR)/Esteves (PT) é o caracol de estimação de Ollie, de cor azul e companheiro de viagem de Ollie e Moon.
- Scott (BR)/Tó (PT) é um cãozinho meio bobo, que usa roupa verde de escoteiro (seu nome é um trocadilho com "Scout", escoteiro em inglês). Misteriosamente, Ollie e Moon muitas vezes o encontram fazendo turismo no mesmo país que eles.

## Televisão
The Ollie & Moon Show estreou no Sprout, nos Estados Unidos, em 27 de maio de 2017. Também estreou em 5 de junho de 2017, no canal G4, no Canadá, antes da emissora ser desligada, em 4 de agosto de 2017. No Canadá, ainda foi exibida na Knowledge Network e TVOKids. Na América Latina, é exibida no Discovery Kids. Em Portugal, foi exibida na RTP2 no espaço Zig Zag e mais tarde no Canal Panda. Também pode ser vista na Netflix.

## Ligações Externas
- The Ollie & Moon Show. no IMDb.
- Ollie & Moon no Common Sense Media